# Intimitäten
Intimitäten ist ein Dokumentarfilm von Lukas Schmid, gedreht im Jahr 2003 auf einer Finca auf Mallorca.

## Handlung
Lukas Schmid begleitet mit seiner Kamera die Dreharbeiten zu einem Gay-Porno und versucht, die Stimmung im Team und die emotionale Nähe (besser: Ferne) der Darsteller einzufangen. Dabei ist er erfolgreich darum bemüht, sexuelle Handlungen aus seinen Bildern fernzuhalten. So entsteht der Eindruck, dass die Dreharbeiten in diesem Genre sich nicht von dem anderer Filmgenres unterscheiden: ausführliches Einstudieren der Handlungsabläufe durch züchtig gekleidete Darsteller, stundenlanges Warten auf wenige Minuten „action“ und kaum Kontakt der Produzentenseite mit den Darstellern. Dieser Eindruck von „Normalität“ steht allerdings quer zur dokumentierten Aussage eines Akteurs, der bei Abschluss der Dreharbeiten froh ist, keine nackte Haut mehr sehen zu müssen.

## Kritiken
In der Begründung für die Verleihung des deutschen Nachwuchspreises First Steps 2003 in der Kategorie „Dokumentarfilme“ sagte Jury-Mitglied Gerd Ruge: „Als ein Filmemacher neuen Typs, Ein-Mann-Team, Kamera, Ton und Autor in einem, hat er mit kleinem Budget einen großen Film gemacht. Lukas Schmid schaute in ein scheinbares Ferienidyll, in dem andere einen Film machten. Die Protagonisten sind nach Katalog ausgewählt, einander fremd kommen sie an, und sind statt Arschlöchern und Schwänzen junge Männer, die den Ruf „Superstar gesucht“ oder „Ganz easy Model werden“ gehört haben. Zwischen Gelegenheitsprostitution einerseits und der Suche nach Nähe andererseits wollen sie ihre Hoffnung wie auch immer ausleben.“

## Auszeichnungen
Der Schweizer Filmemacher Lukas Schmid gewann mit seinem Erstling Intimitäten den First Steps Award 2003 für den Besten Dokumentarfilm und war bei zahlreichen Festivals zu Gast.

## Trivia
1944 entstand unter der Regie von Paul Martin eine Literaturverfilmung gleichen Titels mit Viktor de Kowa und Gretl Schörg in den Hauptrollen.

## Belege
1. ↑   Freigabebescheinigung für Intimitäten. Freiwillige Selbstkontrolle der Filmwirtschaft, Juni 2005 (PDF; Prüfnummer: 102 201 K).
2. ↑  FIRST STEPS – der deutsche Nachwuchspreis 2003: Die Preisträger. Auf: presseportal.de vom 27. August 2003.
3. ↑  Murnau-Stiftung: Intimitäten.